# ناحیه الیگانی، شهرستان وستمورلند، پنسیلوانیا
شهرستان الیگانی، بخش وستمورلند، پنسیلوانیا (به انگلیسی: Allegheny Township, Westmoreland County, Pennsylvania) یک منطقهٔ مسکونی در ایالات متحده آمریکا است که در پنسیلوانیا واقع شده‌است.

## خصوصیات
شهرستان الیگانی ۸٬۰۰۲ نفر جمعیت دارد.